# Modellstadt für Elektromobilität

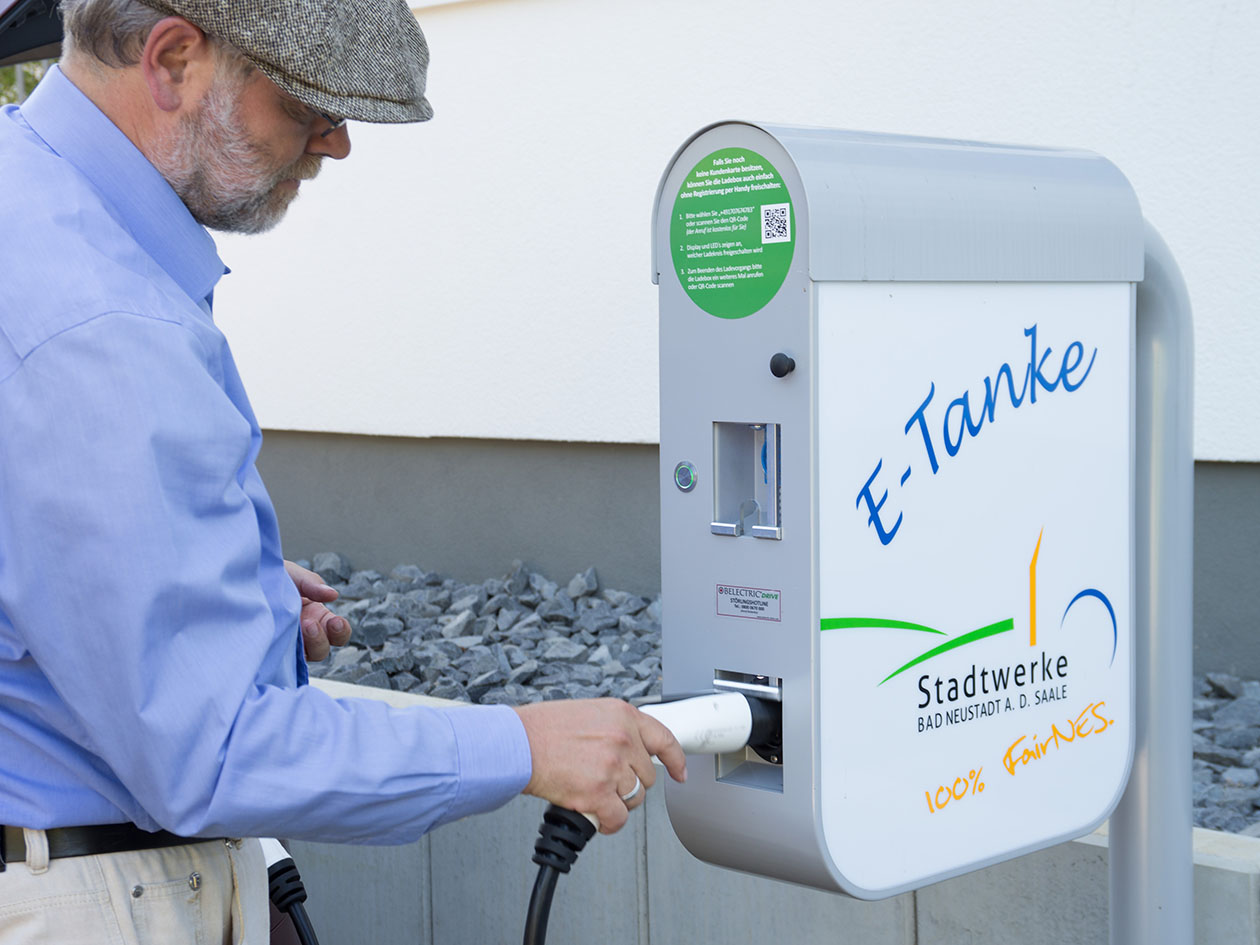
Ladestation für elektrisch betriebene Fahrzeuge in Bad Neustadt

Die Stadt Bad Neustadt an der Saale wurde am 7. Juli 2010 von der bayerischen Staatsregierung zur ersten bayerischen Modellstadt für Elektromobilität ausgewählt. Ziel ist es, Forschungs- und Entwicklungsprojekte in diesem Sektor anzustoßen, um im Ergebnis ebenso nachhaltige wie wettbewerbsfähige Produkte und Arbeitsplätze in der Elektromobilität zu erzeugen. Der Förderzeitraum für die Modellstadtprojekte erstreckte sich bis Ende 2016.

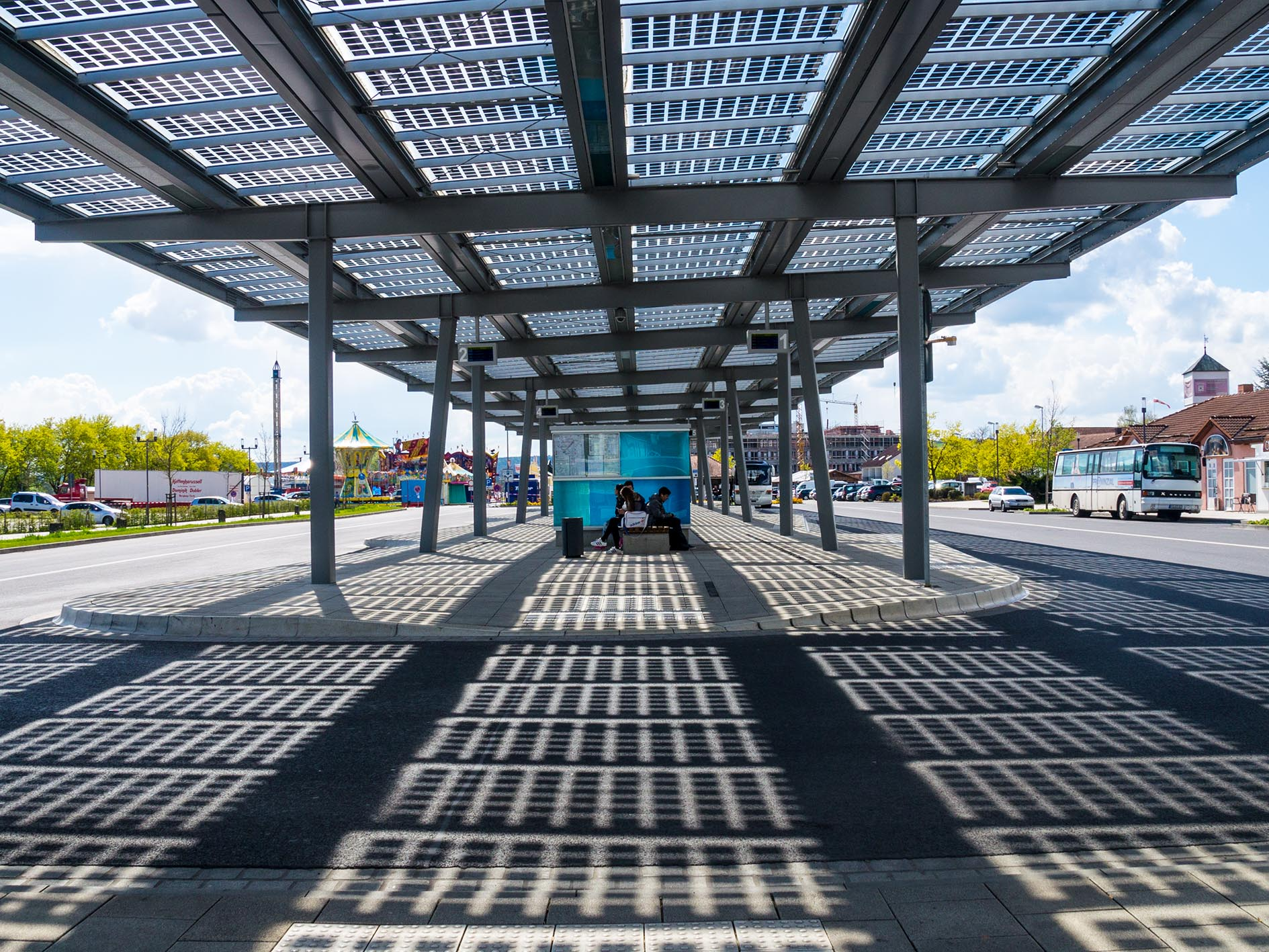
Neuer Busbahnhof mit Solarzellen auf dem Dach

## Entwicklung der Modellstadt
Um die Markteinführung von Elektrofahrzeugen im Freistaat Bayern zu erleichtern und die Forschungs- und Entwicklungsaktivitäten in diesem Bereich in ihrer Dynamik zu fördern, formulierte die Bayerische Staatsregierung 2010 ihre Strategie im Zukunftsprogramm „Aufbruch Bayern“. Besonderes Augenmerk wurde dabei auf Fragestellungen gelegt, die sich für ländliche Räume ergeben.  Bad Neustadt a.d. Saale, ein Mittelzentrum mit rd. 16.500 Einwohnern und 14.000 Arbeitsplätzen, erhielt im Juli 2010 den Zuschlag zur ersten bayerischen Modellstadt für Elektromobilität.
Über den gesamten Förderzeitraum (Mitte 2010 bis Ende 2016) belief sich das Fördervolumen für sämtliche Modellstadtprojekte in Bad Neustadt und Umgebung seitens der bayerischen Landesregierung auf mehr als 14 Mio. Euro, seitens der Stadt Bad Neustadt auf etwa 320.000 Euro.
Die Bereitstellung der für das aufgelegte Programm erforderlichen Ladeinfrastruktur bezog sich dabei nicht nur auf Elektroautos und Elektronutzfahrzeuge, sondern auch auf Pedelecs und E-Bikes.

## Strukturen der Modellstadt
Im Rahmen der Aktivitäten der ersten bayerischen Modellstadt für Elektromobilität wurden die drei Einrichtungen Projektmanagement Elektromobilität, Technologie Transferzentrum Elektromobilität sowie der Förderverein der Modellstadt M-E-NES.e.V. etabliert. Das Projektmanagement der Modellstadt koordiniert die laufenden Forschungs- und Entwicklungsarbeiten und unterstützt bei der Ausarbeitung neuer Projektansätze.
Darüber hinaus übernimmt das Projektmanagement die Öffentlichkeitsarbeit und organisiert die jährlich ausgerichtete Fahrzeugshow Elektromobilität.
Das Technologie Transfer Zentrum Elektromobilität bedient den Bereich Forschung und Entwicklung und akquiriert eigenständig drittmittelgeförderte Projekte.
Der Förderverein der ersten bayerischen Modellstadt für Elektromobilität verfolgt das Ziel, ausgehend von Bad Neustadt die Elektromobilität zu fördern und zu entwickeln.
Wichtiger praktischer Akteur am Standort ist die Industrie. So sind Automobilzulieferer vor Ort, wie etwa Jopp, Preh und andere Firmen. Unter anderem besitzt der Elektrokonzern Siemens ein Elektromotorenwerk in Bad Neustadt. Gegenwärtig ist das vor Ort ansässige Siemens-Werk Gegenstand von Umstrukturierungen (Stand: Juli 2016).

## TechnologieTransferZentrum-Elektromobilität (TTZ-EMO)
Das TechnologieTransferZentrum-Elektromobilität (TTZ-EMO) ist ein In-Institut der Hochschule für angewandte Wissenschaften Würzburg-Schweinfurt und wurde am 1. Januar 2012 in Bad Neustadt an der Saale gegründet. Das TTZ-EMO bedient die beiden Themenschwerpunkte Forschung und Entwicklung sowie Bildung und Transfer.
Kompetenzbereiche der beteiligten Professoren
Leistungselektronik, Umrichtertechnik; Regelung elektrischer Antriebe (sensorlos und sensor-basiert); Elektrische Maschinen; Batteriemanagement, State-of-Health, State-of-Charge; PKW-Antriebsstrangmanagement und Simulation; Antriebsstrang-Koordination für hybride und konventionelle Fahrzeuge; Lineare, nichtlineare und adaptive Regelungsverfahren; Fahrzeugregelung; Modellbildung und Simulation der Fahrzeugsysteme; Regler Rapid Prototyping; Isolierwerkstoffe und Isoliersysteme; Motorisoliersysteme und Gleichspannungsisoliersysteme; Range-Extender Motorsteuerungen und Fahrzeugdiagnosen; Messtechnik, speziell auch thermisches Management; Optische Messtechnik und Bildverarbeitung; Automatische Optische Inspektion; Leichtbau; Faserverbundwerkstoffe und Composites; Elektroenergieversorgung (u. a. mit erneuerbaren Energien); Logistik

## Bildung
Technikerschule Elektromobilität

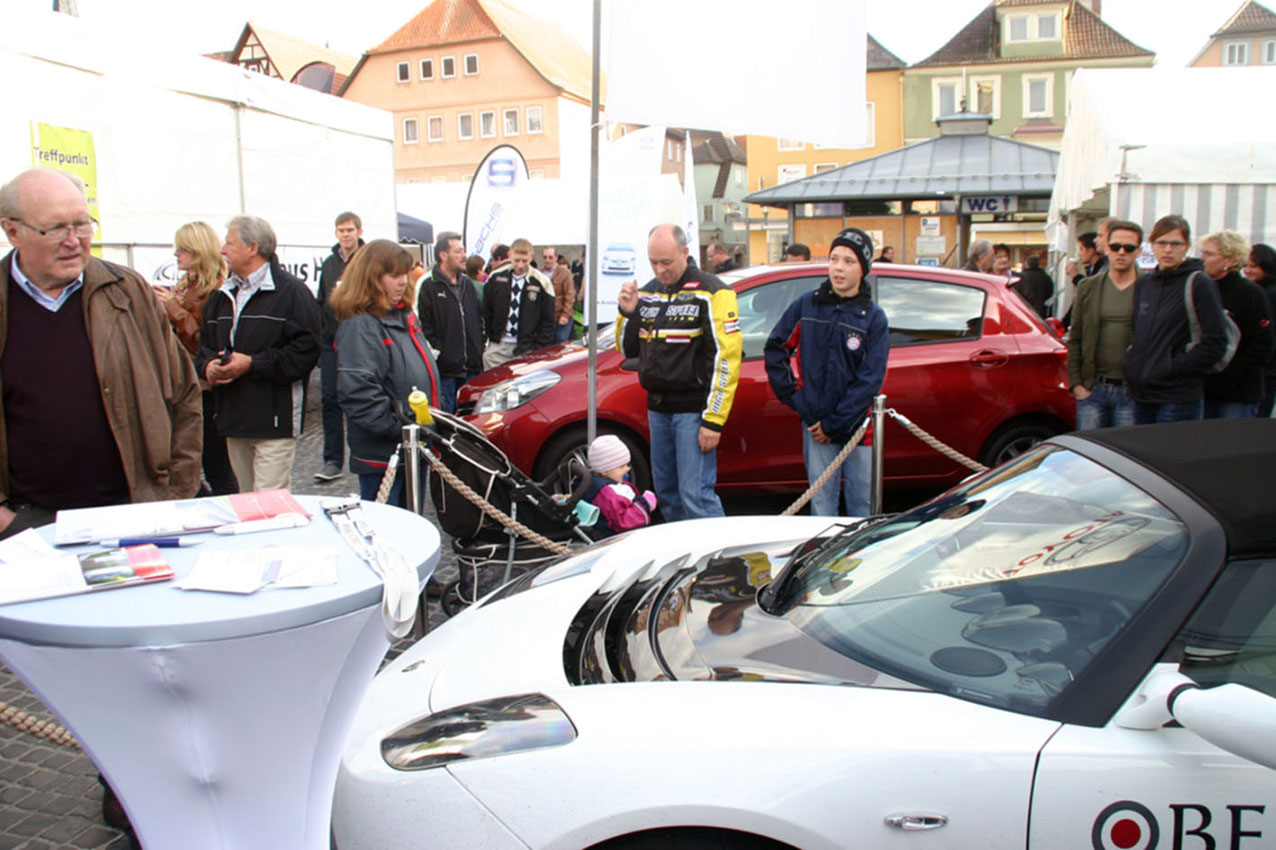
Ausstellung von Elektromobilen in der Altstadt von Bad Neustadt (Okt. 2011)

Die Technikerausbildung baut eine abgeschlossene Berufsausbildung in den Bereichen Metall- oder Fahrzeugtechnik (Elektrotechnik auf Nachfrage) oder als Mechatroniker auf, vertieft diese und fördert darüber hinaus die Allgemeinbildung. Sie befähigt die Teilnehmer dazu, Aufgaben in der mittleren Führungsebene eines Betriebes zu übernehmen, sie bereitet auch auf eine mögliche unternehmerische Selbstständigkeit vor und bildet darüber hinaus die Grundlage zum Erwerb der Fachhochschulreife. Die Erprobung und Weiterentwicklung der bestehenden Bildungsansätze für Schüler und Lehrkräfte wird in den Schul-Laboren der Jakob-Preh-Berufsschule durchgeführt.
Forschungsschwerpunkte
Bidirektionales und induktives Laden im Werksverkehr; Leichtlaufender Windenergiegenerator; Optimiertes Batteriemanagement; Physikalisch-chemische Untersuchung von Alterungsprozessen an Akkumulatoren; Akzeptanzentwicklung & Nutzungsszenarien

## Erstes vorläufiges Fazit zu den Modellstadtprojekten
Gemäß einem ersten vorläufigen Fazit zu den Modellstadtprojekten sind (im Zeitraum von Juli 2010 bis Februar 2015) nicht weniger als 150 neue Arbeitsplätze in den Ortschaften Bad Neustadt und Salz entstanden, so der Projektmanager der Modellstadtprojekte Ulrich Leber bei einer Stadtratssitzung Ende Februar 2015. Aufgrund der positiven Entwicklung haben sich die Verantwortlichen der Stadt Bad Neustadt für eine Verlängerung der E-Projekte über das Jahr 2016 hinaus ausgesprochen.